# Wellesley Aron
Majoor Wellesley Aron (Hebreeuws: וולסלי (פנחס) אהרון), MBE (Londen, 18 juni 1901 – Neve Shalom - Wāĥat as-Salām, Israël, 1988) was een zionist, vredesactivist en Brits militair. Hij was de oprichter van de internationale zionistische jeugdbeweging Haboniem-Dror en medeoprichter van de School van Vrede in Neve Shalom - Wāĥat as-Salām.

## Biografie
Aaron werd geboren in Londen op 18 juni 1901. Hij was het enige kind van zijn Duits-Joodse moeder, maar het vijfde kind van zijn Duits-Joodse vader. Zijn halfbroers en -zussen werden christelijk opgevoed, naar het geloof van de eerste vrouw van zijn vader. Volgens Aaron was er in het huis van zijn moeder bijna geen Joodse religieuze naleving. 
Tijdens de Eerste Wereldoorlog woonde het gezin enige tijd in Duitsland voordat ze naar Zwitserland verhuisde. Zijn halfbroer en een neef stierven tijdens de oorlog, wat volgens Aron leidde tot de dood van zijn vader kort daarna. Aan het einde van de oorlog keerde Aron en zijn moeder terug naar Londen. 
In 1919 studeerde Aron aan het Jesus College in Cambridge oude en moderne Franse geschiedenis. Op aandringen van zijn moeder keerde hij echter terug naar Londen en raakte hij verzeild in de zakenwereld.
In 1921 raakte Aron betrokken met het werken met risicojongeren uit de Londense wijk East End, na aanraden van de Brits-Joodse filantroop Basil Henriques. Omdat Aron tijdens zijn schooljaren actief was bij de jongensscout, zag hij scouting als de oplossing om jongeren een doel te geven in hun leven. Hij richtte de 36th Stepney Jewish Scout Troop op, die in Londen bekend zou worden vanwege zijn bekwaamheid op het gebied van scouting. Deze eerste ontmoeting met arme Joden zou een grote invloed hebben op de rest van zijn leven, zo schreef hij: "De twee jaar die ik doorbracht met deze ontvankelijke jonge scouts lieten een echte en blijvende voldoening achter zoals ik nog nooit heb meegemaakt".
Hij keerde terug naar Cambridge ondanks de bezwaren van zijn moeder. Om in zijn levensonderhoud te voorzien, werd hij assistent-huismeester aan de Joodse campus Hillel.

### Antisemitisme
In deze periode had Aron voor het eerst te maken met antisemitisme. Tijdens een vakantie bracht hij zijn tijd door met zijn christelijke halfzus in Devon. Aldaar ontmoette hij een vrouw en werd zo verliefd, dat hij met haar wilde trouwen. Haar vader weigerde dit omdat Aron Joods was. Toen hij terugkeerde naar Cambridge, was hij totaal geschokt over deze afwijzing, simpelweg gebaseerd op het feit dat hij Joods was, en hij besteedde veel tijd aan het zoeken naar zijn persoonlijke identiteit. Voor het eerst werd hij gedwongen zich af te vragen wat het betekende om Joods te zijn. Aron kwam uiteindelijk tot de conclusie dat hij alia moest maken.  

### Zionisme
Aron bereidde zich actief voor om te emigreren naar Palestina en, terwijl hij al drie talen sprak, studeerde hij Hebreeuws. Tegelijkertijd werd hij actief in de zionistische studentenclub. Hier ontmoette hij Chaim Weizmann, hoogleraar in de scheikunde en die zou later de eerste president van Israël worden. Ook werd hij geconfronteerd met kritiek van Engelse Joden over het zionistische doel om de soevereine Joodse gemeenschap in Palestina te herstellen. Henriques had Aron vaak beschuldigd 'on-Joods' te zijn, omdat hij geen Joodse inhoud had toegevoegd in zijn scoutingactiviteiten en vond het toen een "tragedie" dat Aron naar Palestina zou vertrekken. Het was deze periode dat Aron de conventionele religieuze benadering van het orthodoxe jodendom afwees en in plaats daarvan keek naar de "wedergeboorte van het Joodse volk als een politieke entiteit in zijn eigen thuisland".
Nadat Aron in 1926 in Cambridge was afgestudeerd, verhuisde hij naar het toenmalige Palestina. Hij bracht de volgende jaren door in Haifa en Tel Aviv en gaf les in sport en Engels. Eerst bij de Hebreeuwse Realischool van Haifa en daarna bij het beroemde Herzliya Gymnasia. Ondertussen begon hij zich vertrouwd te maken met het zionisme. Hij ontmoette en trouwde met zijn vrouw Rose en ze kregen hun eerste kind. 

### Oprichting van Haboniem
In 1927 werd Aron door Weizmann voor de tweede keer gevraagd om te assisteren bij de politieke tak van de Zionist Office in Londen. Als gevolg van de Balfour-verklaring van 1917 waarin de Britse minister van Buitenlandse Zaken Arthur James Balfour verklaarde dat de toenmalige Britse regering positief stond - hetzij onder voorbehoud - tegenover de stichting van een Nationaal Tehuis voor het Joodse volk in Palestina en dat zij haar uiterste best zou doen dit project te faciliteren, was het centrum van het politieke zionisme naar Londen verhuisd. In 1928 keerde Aron met zijn jonge gezin terug naar Londen en begon zijn werkzaamheden bij de Zionist Federation Offices. Zijn leidinggevende, Leonard Stein, deelde niet graag zijn werkzaamheden en Aron had daardoor relatief weinig te doen. Daarom besloot hij met eigen ogen te zien in hoeverre joodse geschiedenis werd onderwezen in Joodse jeugdclubs in het district Stepney gelegen in de door armoede geteisterde Londense wijk East End. De Joodse clubs werden op dat moment gerund door zijn maat en filantroop Henriques. Aron kwam er achter dat de leden alleen Joods waren vanwege hun lidmaatschap, maar dat er niets over Joodse geschiedenis of Palestina werd onderwezen.
Aron had daarom het idee om een nieuwe niet-zionistische Joodse culturele jeugdbeweging op te richten. Het zou een combinatie moeten worden van de scoutingprincipes van Robert Baden-Powell en een voorliefde voor Joods erfgoed, waar onderwijs zou worden gegeven over Joodse geschiedenis, modern Hebreeuws en volksdansen en liederen. Aron schreef een handboek met instructies voor het leiden van groepen jongeren, waarbij elementen uit de Joodse geschiedenis en symboliek, beproevingen en ceremonies werden gebruikt die ook bij de scouting gebruikelijk waren.
Aron wilde geschikte content maken over de Joodse beschaving, en zocht hiervoor verschillende gezaghebbende Joodse auteurs voor. Hij wilde een tekst maken van duizend woorden die kinderen zouden kunnen begrijpen. Het lukte hem niet om deze auteurs te vinden en dus was hij genoodzaakt om het zelf te doen. Om zijn nieuwe beweging, genaamd Haboniem (Engels: Habonim), uit de grond te stampen had Aron geld nodig. Het was destijds makkelijker financiering te vragen voor sport dan voor culturele doeleinden en werd daardoor - zonder de bedoeling dat te worden - oprichter van de Engelse voorganger van de Maccabi-sportbeweging, genaamd Bar Kochba.
In 1931 keerde Aron terug naar Palestina. Haboniem, dat begonnen was als een Joodse culturele jeugdbeweging, ontwikkelde zich tot een zionistische jeugdbeweging met een enorme impact in zowel Israël als in de Joodse gemeenschappen wereldwijd. Sinds de jaren 1980 is Haboniem verbonden met de Oost-Europese semipolitieke Joods-zionistische beweging Dror.

## Familie
Arons eerste vrouw stierf in 1978. Ze kregen twee kinderen, Sharona en Ylona. In 1981 trouwde hij met Coral Benjamin.
- Gemeinsame Normdatei: 119111985
- International Standard Name Identifier: 0000 0000 6677 1271
- Library of Congress Control Number: n91062738
- Nationale Bibliotheek van Israël: 987007305645105171
- Virtual International Authority File: 45104595
- WorldCat: E39PBJfmkpRfyQtcJvdfrqvGpP